# ناو هواپیمابر شارل دوگل
| Charles de Gaulle R 91 فرانسه ·                 | Charles de Gaulle R 91 فرانسه ·                                                                     |
| ----------------------------------------------- | --------------------------------------------------------------------------------------------------- |
| ناو هواپیمابر شار دوگل در بندر تولن در سال ۲۰۰۴ | |
| اطلاعات کلی                                     | |
| برگرفته از نام                                  | شارل دوگل                                                                                           |
| نوع کشتی                                        | ناو هواپیمابر                                                                                       |
| کلاس                                            | منحصر بفرد                                                                                          |
| کشور سازنده                                     | فرانسه-تولن                                                                                         |
| ساخت کارخانه                                    | دی‌سی‌ان‌اس                                                                                            |
| تاریخ سفارش                                     | ۳ فوریه ۱۹۸۶                                                                                        |
| تاریخ به آب اندازی                              | ۷ مه ۱۹۹۴                                                                                           |
| ورود به ناوگان                                  | ۱۸ مه ۲۰۰۱                                                                                          |
| مشخصات                                          | |
| طول کشتی                                        | ۲۶۱٫۵ متر                                                                                           |
| پهنای بدنه                                      | ۶۴٫۳۶ متر                                                                                           |
| ارتفاع ستون                                     | ۷۵ متر                                                                                              |
| بارگیری استاندارد                               | ۳۵٬۵۰۰ تن                                                                                           |
| حداکثر ظرفیت بارگیری                            | ۴۰٬۶۰۰ تن                                                                                           |
| نوع موتور                                       | *۲ رآکتور آبی آریوا K15 از نوع (PWR)، هرکدام به قدرت ۶۱ مگاوات *۲ موتور دیزل                        |
| تعداد خدمه                                      | ۱۹۵۰ نفر خدمه+۸۰۰ سرباز                                                                             |
| سرعت                                            | ۲۷ گره دریایی                                                                                       |
| برد عملیاتی                                     | نامحدود-محدودیت غذایی تا ۴۵ روز                                                                     |
| جنگ‌افزارها                                      | |
| رادار                                           | رادار هوایی ۳ بعدی DRBJ 11 B رادار هوایی DRBV 26D رادار سطح پایین DRBV 15C رادار هدف‌یاب Arabel      |
| توپخانه ضدهوایی                                 | *۸ توپ ۲۰م‌م مدل اف۲ *۴ توپ ۱۲٫۷م‌م میترالئوس                                                         |
| موشک دفاع هوایی                                 | *۸ موشک میسترال *۴ پرتاب‌کننده سیلور                                                                 |
| جنگ الکترونیک                                   | آشکارساز ARBR 21 پارازیت‌ساز مقابله‌به‌مثل ARBB 33 استراق سمع‌کننده ARBG2 ۴ سامانه SLAT منحرف‌کننده اژدر |
| هواگردهای قابل حمل                              | ۳۵ تا ۴۰ فروند هواگرد از انواع: *داسو رافال *سوپر اتاندارد *ای-۲ هاوک آی                            |
| سرنوشت                                          | |

ناو هواپیمابر شارل دوگل (به فرانسوی: Porte-avions Charles-de-Gaulle) ناو سرفرماندهی فعلی و تنها ناو هواپیمابر در حال خدمت در نیروی دریایی فرانسه می‌باشد. شارل دوگل دهمین ناو هواپیمابر فرانسوی و اولین شناور سطحی با نیروی محرکه اتمی فرانسه می‌باشد. این ناو بعد از ناو روسی آدمیرال کوزنتسوف، دومین ناو بزرگ اروپایی لقب گرفته‌است.
شارل دوگل در سال ۲۰۰۱ جانشین ناو هواپیمابر فوش و ناو هواپیمابر کلیمانسو شد.

## نامگذاری
در سال ۱۹۸۶ رئیس‌جمهور وقت فرانسه به نام فرانسوا میتران دستور داد که نام ریشیلیو (به فرانسوی: Richelieu) را بر این ناو بگذارند که برگرفته از نام کاردینال ریشلیو، اولین نخست‌وزیر فرانسه بوده‌است؛ ولی با دستور ژاک شیراک، نخست‌وزیر وقت فرانسه در تاریخ ۷ فوریه ۱۹۸۷ نام این کشتی به شارل دوگل تغییر یافت. نام این کشتی برگرفته از نام ژنرال شارل دوگل رئیس‌جمهور اسبق فرانسه می‌باشد.

## تاریخچه ساخت
ساخت بدنه در آوریل ۱۹۸۹ در کارخانه کشتی سازی DCNS آغاز شد. این ناو در ماه مه ۱۹۹۴ به دریا انداخته‌شد.

## توصیف
این ناو در مقایسه با همتایان آمریکایی خود از ابعاد کوچکتری برخوردار بوده. مساحت عرشه پرواز این هواپیما ۱۲ هزار متر مربع است و شارل دوگل با کمک عرشه ۱۹۵ متری خود قادر است حداکثر ۲۴ جنگنده را به‌طور هم‌زمان در سطح کشتی جای دهد. همچنین ۱۰۰ پرواز در روز به مدت ۷ روز متوالی دیگر مزیت شارل دوگل است. زاویه بین عرشه اصلی و عرشه پروازی این ناو ۸٫۵ درجه است و دو آسانسور برای انتقال هواپیماها از آشیانه زیر عرشه تا عرشه در نظر گرفته شده‌است. این ناو نیاز به سوختگیری هسته‌ای هر ۵ سال یک بار دارد.

## حضور در نیروی دریایی
متأسفانه شارل دوگل نتوانست دوران سرویس‌دهی موفقی را به نام خود ثبت‌کند. این ناو چندین مرتبه مجبور به توقفات طولانی و پشت سر نهادن تعمیرات اساسی و پرهزینه در قسمت‌های مکانیکی گردیده که از این لحاظ بدترین رکورد را در بین هواپیمابرهای فرانسوی به نام خود ثبت کرده‌است. بروز نقایص و خرابی در قسمت‌های مختلف کشتی از زمان به آب اندازی آغاز شد و تاکنون نیز ادامه دارد. بروز نقایص پی در پی این ناو تا جایی گسترش‌یافت که والری ژیسکار دستن این ناو را یک ناو هواپیمابر نصفه و نیمه (به انگلیسی: half-aircraft-carrier) نامید.
در ۲۱ نوامبر ۲۰۰۱ دولت فرانسه که کشورش یکی از نیروهای همکار شرکت‌کننده در جنگ افغانستان بود، تصمیم گرفت این ناو را به منطقه اقیانوس هند اعزام کند. جنگنده‌های سوپر اتاندارد محمول این ناو چندین پرواز بر فراز افغانستان انجام دادند و در عملیات شناسایی مناطق حساس با نیروهای نظامی ایالات متحده آمریکا مشارکت داشتند.
پس از حملات تروریستی گروه داعش به پاریس در نوامبر ۲۰۱۵ فرانسه این ناو را برای مبارزه با این گروه به دریای مدیترانه فرستاد.